# Andrew Francis
Andrew Michael Scott Francis (Vancouver, Columbia Británica, 27 de mayo de 1985) es un actor canadiense de televisión y doblaje. Ha aparecido en muchos programas de televisión como My Little Pony: La Magia de la Amistad, Lamb Chop's Play-Along, Poltergeist: The Legacy, Dark Angel, The Twilight Zone, The L Word, Smallville y Kyle XY. También ha aparecido en películas como Knockaround Guys, Agent Cody Banks, Destino final 3 y The Invisible.
También ha sido actor de doblaje desde los nueve años, participando en series animadas tales como: RoboCop: Alpha Commando, X-Men: Evolution, Johnny Test, Action Man, Dragon Booster, MegaMan NT Warrior, Monster Rancher y La visión de Escaflowne.

## Filmografía

### Animación
- Action Man – Templeton Storm/Tempest
- Adventures from the Book of Virtues – Zach Nichols
- Alienators: Evolution Continues – Wayne Green
- El diario de Barbie – Todd
- Barbie Fairytopia: Magic of the Rainbow – Linden
- Barbie in A Mermaid Tale 2 – Stargazer Leader, Cichlid
- Bionicle: la Máscara de la Luz – Jaller
- The Cramp Twins – Doofus
- Dinosaur Train - Patrick Pachycephalosaurus
- Dragon Booster – Phistus
- Extreme dinosaurs – Dylan
- Generation O! – Kemp
- Hero 108 - Lin Chung, Parrot King, Tank Commander, Sammo the Whale, Gardener Ching, Cocky Alien
- Hot Wheels AcceleRacers – Vert Wheeler
- Hot Wheels Highway 35 World Race – Vert Wheeler
- Iron Man: Armored Adventures - Rick Jones
- Johnny Test – Gil
- Little Witch – Marcus
- Max Steel - Maxwell "Max" McGrath
- Mummies Alive! – Extras
- My Little Pony: La magia de la amistad - Shining Armor, Braeburn, Lucky, Guardias reales, extras
- NASCAR Racers: The Movie – Miles McCutchen
- Lego Ninjago: Masters of Spinjitzu - Lloyd Garmadon
- El profesor chiflado – Brad/Tad
- PollyWorld – Rick
- Rainbow Fish - Blue
- RoboCop: Alpha Commando – Hijo de Robo
- Sabrina: la serie animada – Extras
- Slugterra - Kord Zane
- Bajoterra: maldad del más allá - Kord Zane, Mongo
- Bajoterra: retorno de los elementales - Kord Zane
- Sushi Pack – Ikura Macki
- Voltron Force - Lance
- Weird-Ohs – Extras
- What about Mimi? – Buddy
- X-Men: Evolution – Iceman/Bobby Drake

### Series de acción real
- Agent Cody Banks – Fenster Droog
- Blood Ties – Alexander
- Bond of Silence – Keith Moore
- The Christmas Clause – Elfo
- Dark Angel -  X6
- DC Sniper: 23 Days of Fear – Jeffrey Duncan
- Dead Man's Gun – Farm Boy
- Devil's Diary – Andy
- Epicenter – Brad
- Fakers – Ben Cruikshank
- Destino final 3 – Payton
- Flashpoint - Allan Thompson
- Frankie and Alice – Cop
- The Goodbye Girl – Extra
- The Invisible – Dean
- Jeremiah – Markus
- Knockaround Guys – Matty
- Kyle XY – Jeff Preston
- Lamb Chop's Play-Along - Él mismo
- The L Word – Howie Fairbanks
- Life as We Know It – Chuck Dimeo
- Millennium – Hermano de Frank
- Not Our Son – Paul Kenneth Keller
- Phantom Racer – Owen
- Poltergeist: The Legacy – Tony
- Primary - Mitchell Getz
- Psych - Dickie Hollenbrau
- The Sandwich – Rick
- Seven Deadly Sins – Travis
- Sight Unseen – Henry Baker
- Smallville – Luke
- So Weird – Russel
- Split Decision – Jason
- The Spring – Dylan Mclean
- Stranger with My Face – Jeff Rankin
- Superbabies: Baby Geniuses 2 – Ken
- Supernatural – Brody
- Tell Me No Lies – Glenn
- Tin Man – Jeb
- Totally Awesome – Zeke
- Trading Christmas - Jason
- The Twilight Zone – Brian.
- Chesapeake Shores - Connor O’Brian]]